# George Clinton (musicien)
Pour les articles homonymes, voir George Clinton.
George Clinton (né le 22 juillet 1941 à Kannapolis, en Caroline du Nord) est un chanteur et producteur américain. Il est considéré, avec James Brown et Sly Stone, comme l'un des pères fondateurs de la musique funk. Il coordonnait les groupes Parliament et Funkadelic pendant les années 1970 et le début des années 1980, de même que quelques productions satellites, avant d'entamer une carrière en solo.

## Biographie

### Funkadelic et Parliament
George Clinton est né à Kannapolis, et a grandi à Plainfield, dans le New Jersey, où il travaille dans un salon de coiffure, avant de former le groupe de doo-wop The Parliaments qui signe quelque 45 tours, dont le populaire I Wanna Testify. En raison d'un problème contractuel, le groupe devient Parliament, un nom abandonné ensuite temporairement au profit de Funkadelic, qui publie douze albums entre 1970 et 1981, après le recrutement notable du claviériste Bernie Worrell et du guitariste Eddie Hazel.
Le registre est d'abord rock 'n' roll, inspiré par Jimi Hendrix, avant d'évoluer au fur et à mesure des années vers une version psychédélique du funk qui leur est propre, le funk psychédélique, dont le disque One Nation Under a Groove et le single One Nation Under a Groove en 1978 constitue l'apogée commercial. Les mêmes musiciens font renaître Parliament en 1972, un projet qui s'oriente deux ans plus tard lui aussi vers le funk et connait un grand succès avec Mothership Connection (1975), auquel participent le bassiste Bootsy Collins, le saxophoniste Maceo Parker et le tromboniste Fred Wesley, tous trois échappés de chez James Brown. Jusqu'en 1980, neuf disques studio de Parliament sortiront.

### Carrière solo

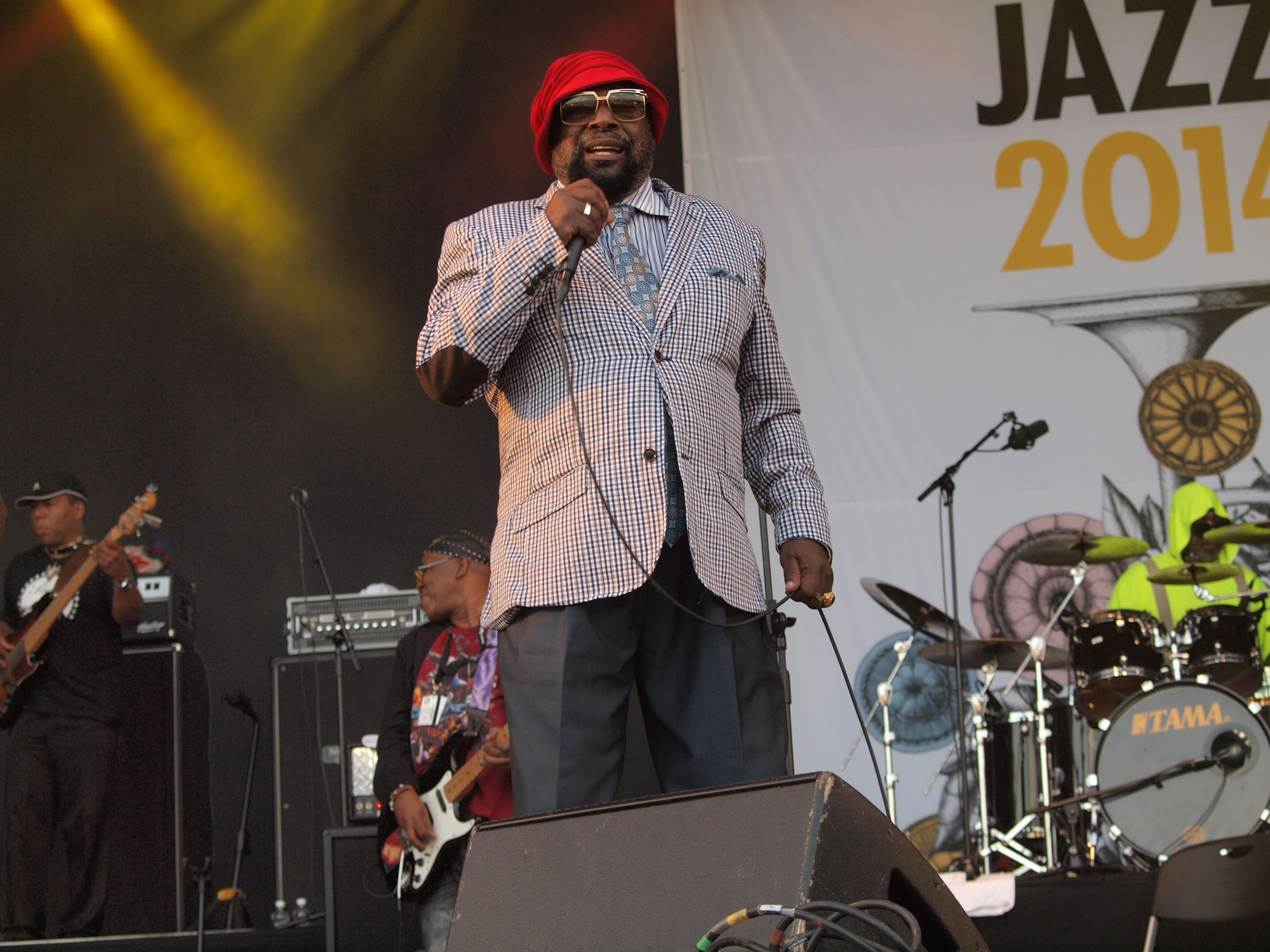
George Clinton avec Parliament-Funkadelic au Pori Jazz 2014, en Finlande.

George Clinton enregistre plusieurs albums solo à partir de 1982, parfois accompagné des membres des groupes Parliament et Funkadelic autrement désignés par le sigle « The P-Funk All Stars ». La raison principale était d'ordre légal, du fait de la complexité des droits et marques concernant le nom Parliament, et de l'acquisition par PolyGram de son ancien label, Casablanca.
En 1982, Clinton signe sur Capitol Records en tant qu'artiste solo et publie l'album Computer Games. Le single Loopzilla atteint le Top 20 RnB, suivi par Atomic Dog, qui obtient la première place du classement RnB mais ne dépassa pas la 101e place du classement pop. Durant les trois années qui suivent, il sort trois autres disques studio (You Shouldn't-Nuf Bit Fish, Some of My Best Jokes Are Friends et R&B Skeletons in the Closet) ainsi qu'un live, Mothership Connection (Live from the Summit, Houston, Texas). Trois singles furent classés au Top 30 RnB : Nubian Nut, Last Dance et Do Fries Go with that Shake.
Au cours des années 1980, il rencontre des problèmes légaux et des difficultés financières en raison de complexes affaires de droits d'auteur, de même qu'un déclin de popularité. Le musicien, chanteur et producteur Prince le relance sur son label personnel Paisley Park, sur lequel l'ancien leader de Funkadelic signe deux albums, The Cinderella Theory en 1989 et Hey Man, Smell My Finger en 1993. C'est néanmoins à la scène rap que George Clinton doit son retour en grâce, puisque nombre de ses anciennes musiques sont échantillonnées dans la composition de disques tels que Doggystyle de Snoop Dogg (1993, produit par Dr. Dre), connaissant un succès planétaire assurant à l'artiste de nouvelles royalties et un vif intérêt de la part des jeunes générations. Il donne à nouveau de nombreux concerts aux États-Unis et en Europe, et de nouveaux albums paraissent : Dope Dogs (1995), T.A.P.O.A.F.O.M. (1996), et How Late Do U Have 2BB4UR Absent? (2005), un double album éclectique marquant les cinquante ans d'une carrière impressionnante de créativité.

### Cinéma et divers
Durant les années 1990, Clinton tourne dans quelques films : Graffiti Bridge (1990) de Prince, PCU (1994) et Good Burger (1997). Il compose et enregistre également quelques morceaux pour l'industrie cinématographique : PCU, Big Party (1998), Les Muppets dans l'espace (1999), Roméo doit mourir et Charlie et ses drôles de dames. Il prête aussi sa voix à Funktipus, le DJ de Bounce FM, une radio de Grand Theft Auto: San Andreas, jeu vidéo paru en 2004. On le voit aussi apparaitre dans un épisode de la saison 2 de la série américaine How I Met Your Mother, où il joue son propre rôle, offrant un furet à l'une des héroïnes (Lily, Alyson Hannigan) lors d'un déjeuner à San Francisco. On peut aussi entendre une de ses musiques dans Menace II Society.

### Depuis les années 2010
Le 7 mars 2010, M. Clinton interprète une version colorée de lui-même dans le téléfilm Freaknik de T-Pain, diffusé sur Adult Swim : The Musical de T-Pain. En mai 2012, M. Clinton reçoit un doctorat honorifique en musique du Berklee College of Music. Lors du concert de remise des diplômes, il s'est joint au P-Funk Ensemble du collège pour interpréter des tubes comme Testify, Give Up the Funk et One Nation Under a Groove. Il est accompagné des cornistes de longue date Bennie Cowan et Greg Thomas.
En mars 2017, Clinton apparait dans la série télévisée Adult Swim FishCenter Live. Samuel Argyle, de The Outline, le décrit comme « [l]'épisode qui a le sens narratif le plus cohérent ».
Clinton et Parliament-Funkadelic devaient être les têtes d'affiche du septième Treefort Music Fest annuel à Boise, dans l'Idaho, en 2018. La sortie d'un nouvel album de Parliament, Medicaid Fraud Dogg, est annoncée en mars 2018 et sorti le 22 mai 2018. En avril 2018, Clinton annonce son retrait de la tournée en mai 2019. Billboard rapporte que Clinton avait subi une opération de pacemaker, mais il déclare que ce n'était pas un facteur dans sa décision. Il indique qu'il s'attendait à ce que Parliament-Funkadelic continue à tourner sans lui, déclarant : « En vérité, il n'a jamais été question de moi. Il a toujours été question de la musique et du groupe. C'est le véritable héritage du P-funk. Ils continueront à s'amuser bien après que je me sois arrêté. » Plus tôt en 2018, il déclare à Rolling Stone qu'il avait fabriqué un hologramme, suggérant que le groupe pourrait « le faire commencer à se produire à Vegas ».
En décembre 2018, la Recording Academy annonce que Clinton et Parliament-Funkadelic recevraient des prix pour l'ensemble de leur carrière. Les prix sont remis le 11 mai 2019,,.
Clinton collabore avec Flying Lotus sur son nouvel album Flamagra sorti le 24 mai 2019. Le titre Burning Down the House est coécrit par Clinton. Clinton fournit également la voix de King Quincy, chef des trolls funk, dans le film d'animation, Les Trolls 2 : Tournée mondiale, sorti en 2020.

## Vie personnelle
Il est daltonien et père de 14 enfants. L'un d'entre eux, son fils George Clinton Jr., a été retrouvé mort à son domicile en Floride en 2010, à l'âge de 50 ans.

## Discographie

### Albums studio
- 1982 : Computer Games
- 1983 : You Shouldn't-Nuf Bit Fish
- 1985 : Some of My Best Jokes Are Friends
- 1986 : R&B Skeletons in the Closet
- 1989 : The Cinderella Theory
- 1993 : Hey Man, Smell My Finger
- 1996 : Greatest Funkin' Hits (compilation)
- 2000 : Extended Pleasure (12″ extended versions and mixes)
- 2000 : Six Degrees Of P-Funk: The Best of George Clinton & His Funk Family (compilation)
- 2004 : 500,000 Kilowatts of P-Funk Power (live)
- 2006 : Take It to the Stage (live)

### George Clinton and Parliament-Funkadelic
- 1986 : The Mothership Connection - Live From Houston (live)
- 1994 : Music from the Motion Picture "PCU"
- 1995 : The Early Years (Parliament) (compilation)
- 2004 : Instant Live - The State Theater - Portland, ME 3/19/04 (live)
- 2004 : Instant Live - Music Midtown Festival - Atlanta, GA 5/1/04 (live)
- 2005 : Live at Montreux 2004 (live)

### George Clinton and the P-Funk All-Stars
- 1995 : Dope Dogs
- 1996 : T.A.P.O.A.F.O.M.
- 1997 : Live... and Kickin' (live)
- 1999 : Funk Um Agin... for the First Time (live)
- 2005 : How Late Do U Have 2BB4UR Absent?

### Productions
- 1989 : George Clinton - Presents our Gang Funky (MCA Records)
- 1993 : George Clinton - Sample Some of Disc - Sample Some of D.A.T Vol. 1 (Aem Records)
- 1994 : George Clinton - Sample Some of Disc - Sample Some of D.A.T Vol. 2 (Aem Records)
- 1995 : George Clinton - Sample Some of Disc - Sample Some of D.A.T Vol. 3 (Aem Records)
- 1995 : George Clinton's Family Series - Go Fer Yer Funk Vol. 1 (George Clinton Enterprises)
- 1995 : George Clinton's Family Series - P' is the Funk Vol. 2 (George Clinton Enterprises)
- 1995 : George Clinton's Family Series - Plush Funk Vol. 3 (George Clinton Enterprises)
- 1995 : George Clinton's Family Series - Testing Positive 4 the Funk Vol. 4  (George Clinton Enterprises)
- 1995 ! George Clinton's Family Series - A Fifth of Funk Vol. 5 (George Clinton Enterprises)
- 1997 : George Clinton - Bag 'O' Funk (Disky Records)

#### Productions externes
- The Parliaments
- Parliament
- Funkadelic
- Brides of Dr. Funkenstein
- Parlet
- Bootsy's Rubber Band (produits avec Bootsy Collins)
  - Stretchin' Out in Bootsy's Rubber Band
  - Ahh... The Name Is Bootsy Baby
  - Bootsy? Player of the Year
  - This Boot is Made for Fonk-N
- Fred Wesley and the Horny Horns feat. Maceo Parker - Say Blow By Blow Backwards
- Red Hot Chili Peppers - Freaky Styley
- P-Funk All-Stars
- 2012 : Zoot Zilla : The Lie with Wolves